# 湯岐温泉
湯岐温泉（ゆじまたおんせん）は、福島県東白川郡塙町（旧陸奥国明治以降は岩代国）にある温泉。阿武隈山地に位置する。

## 泉質
- アルカリ性単純温泉
- 泉温　37〜39℃

## 温泉街
標高500メートルの山中に「山形屋旅館」と「和泉屋旅館」の2軒の旅館、日帰り入浴施設と宿泊施設を兼ねた「湯遊ランドはなわ」が点在する。
1軒の共同浴場「岩風呂」は「山形屋旅館」の管理下にある。源泉は「和泉屋旅館」にある。
以前は「井桁屋旅館」も存在したが、現在は廃業している。

## 歴史
開湯は、天正3年（1534年）。和泉屋旅館の創業者が、鹿が湯で傷を治しているのを発見したのが始まり。
嘉永6年（1853年）、水戸藩の学者である藤田東湖が湯治に訪れている。

## 交通
JR水郡線磐城塙駅よりバスで30分。
常磐自動車道那珂ICから車で約80分。